# Prix Kandinsky (Russie)
Ne doit pas être confondu avec Prix Kandinsky (France).
Le prix Kandinsky, du nom du peintre russe Vassily Kandinsky, est un prix artistique créé en 2007 pour promouvoir l'art russe contemporain et la réputation de l'art russe dans le monde entier. 
Il est parrainé par la Deutsche Bank et la fondation culturelle Art Chronika (ru) .   
Le prix d'art est considéré comme analogue au prix Turner britannique. 

## Lauréats

### 2007
- Projet de l'année : Anatoli Felixovich Osmolovski
- Jeune artiste. Projet de l'année : Vladlena Gromova
- Art médiatique. Projet de l'année : Vlad Mamyshev Monroe

### 2008
- Projet de l'année : Aleksey Beliayev Guintovt
- Jeune artiste. Projet de l'année : Diana Machulina
- Art médiatique. Projet de l'année : PG Group

### 2009
- Projet de l'année : Vadim Zakharov
- Jeune artiste. Projet de l'année : Evgeniy Antufiev
- Art médiatique. Projet de l'année : Aristarkh Chernyshev et Alexey Shulgin

### 2010
- Projet de l'année : Alexander Brodsky
- Jeune artiste. Projet de l'année : Taisia Korotkova
- Art médiatique. Projet de l'année : Andrey Blazhnov

### 2011
- Projet de l'année : Yury Albert
- Jeune artiste. Projet de l'année : Polina Kanis
- Art médiatique. Projet de l'année : Anastasia Ryabova

### 2012
- Projet de l'année : AES+F
- Jeune artiste. Projet de l'année : Dimitri Venkov

### 2013
- Projet de l'année : Irina Nakhova
- Jeune artiste. Projet de l'année : Tim Parchikov

### 2014
- Projet de l'année : Pavel Pepperstein
- Jeune artiste. Projet de l'année : Albert Soldatov
- Travail savant. Histoire et théorie de l'art contemporain : Mikhail Iampolski

### 2015
- Projet de l'année : Filippov Andrey
- Jeune artiste. Projet de l'année : Kroytor Olya
- Travail savant. Histoire et théorie de l'art contemporain : Podoroga Valeriy

### 2016
- Projet de l'année : Andrey Kuzkin
- Jeune artiste. Projet de l'année : Super Dew
- Travail savant. Histoire et théorie de l'art contemporain : Viktor Misiano

### 2017
- Projet de l'année : groupe ZIP
- Jeune artiste. Projet de l'année : Sasha Pirogova
- Travail savant. Histoire et théorie de l'art contemporain : Alexander Borovsky

### 2019
- Projet de l'année : Evgeny Antufiev
- Jeune artiste. Projet de l'année : Albina Mokryakov
- Travail savant. Histoire et théorie de l'art contemporain : Andrey Khlobystin

### 2021
- Projet de l'année :  Albina Mokryakova
- Jeune artiste. Projet de l'année : Andrey Kuzkin
- Travail savant. Histoire et théorie de l'art contemporain : Roman Osminkin

Source